# Anastasia Ganias
Anastasia Ganias es una actriz estadounidense, reconocida por interpretar el papel de Tracy Togs en la serie de televisión de HBO True Blood.

## Carrera
Desde 2008, Ganias ha registrado apariciones en series de televisión como Dexter, Parks and Recreation, Desperate Housewives, Party Down, CSI: Miami y CSI: New York. Interpretó el papel de Megan en la comedia According to Jim, en la que fue dirigida por Penny Marshall y actuó junto a Garry Marshall y Jim Belushi. En cine, encarnó a Claire en la comedia de 2012 Missed Connections, estrenada en el Festival de Cine GenArt. En 2012 fue escogida para interpretar el papel de Tracy Togs en la quinta temporada de la serie True Blood.

## Filmografía

### Cine
| Año  | Título             | Papel     | Notas |
| ---- | ------------------ | --------- | ----- |
| 2004 | Baby Fat           | Paula     |       |
| 2008 | Saint Nick         | Lena      | Corto |
| 2010 | Trophy Wife        | Valentina | Corto |
| 2012 | Missed Connections | Claire    |       |
| 2017 | 2031               | Sasha Tay | Corto |
| 2019 | Team Marco         |           |       |

### Televisión
| Año  | Serie                   | Papel            | Episodio/Notas                                               |
| ---- | ----------------------- | ---------------- | ------------------------------------------------------------ |
| 2008 | The Game                | Asia             | "I Got 99 Problems and My Chick Is One"                      |
| 2008 | CSI: Miami              | Rubia            | "Won't Get Fueled Again"                                     |
| 2008 | Dexter                  | Amber            | "Sí Se Puede"                                                |
| 2008 | CSI: NY                 | Jamie Sunderland | "The Triangle"                                               |
| 2009 | According to Jim        | Megan            | "Physical Therapy"                                           |
| 2010 | Parks and Recreation    | Brandy           | "The Master Plan"                                            |
| 2010 | Party Down              | Danni            | "Joel Munt's Big Deal Party"                                 |
| 2010 | Backyard Wedding        | Lacey            | Telefilme                                                    |
| 2011 | Desperate Housewives    | Presentadora     | "Farewell Letter"                                            |
| 2012 | True Blood              | Tracy Togs       | "Whatever I Am, You Made Me," "Somebody That I Used to Know" |
| 2018 | It's Freezing Out There |                  |                                                              |

### Otros
| Año  | Título      | Papel      | Notas      |
| ---- | ----------- | ---------- | ---------- |
| 2018 | A Fine Line | Productora | Documental |